# Saint-Maurice-sur-Vingeanne
Saint-Maurice-sur-Vingeanne település Franciaországban, Côte-d’Or megyében. Lakosainak száma 198 fő (2022. január 1.). Saint-Maurice-sur-Vingeanne Orain, Chaume-et-Courchamp, Fontaine-Française, Montigny-Mornay-Villeneuve-sur-Vingeanne és Percey-le-Grand községekkel határos.

## Népesség
A település népessége az elmúlt években az alábbi módon változott:
| Lakosok száma | 214  | 175  | 139  | 185  | 217  | 220  | 213  | 198  | 199  | 198  |
|               | 1968 | 1982 | 1990 | 2006 | 2013 | 2015 | 2017 | 2019 | 2020 | 2022 |